# Del infierno a la eternidad
Del infierno a la eternidad (título original en inglés: Hell to Eternity) es una película estadounidense de 1960 sobre la Segunda Guerra Mundial protagonizada por Jeffrey Hunter, David Janssen, Vic Damone y Patricia Owens, dirigida por Phil Karlson. Esta película biográfica trata sobre las verdaderas experiencias del marine Guy Gabaldon (interpretado por Hunter), un niño hispano de Los Ángeles criado en la década de 1930 por una familia adoptiva japonesa-estadounidense, y sus acciones heroicas durante la Batalla de Saipán. Sessue Hayakawa desempeñó el papel de comandante japonés en Saipan.

## Argumento
En Los Ángeles, en la era de la Depresión, Guy Gabaldon se pelea en la escuela cuando otro niño delata que irrumpió en una tienda de comestibles. Después de que el japonés-estadounidense Kaz Une (el hermano del maestro de educación física y amigo de Guy, George) se entera de que la madre de Guy está en el hospital y su padre está muerto, invita a Guy a quedarse con su familia. Como los padres de Kaz hablan poco inglés, Guy comienza a aprender japonés. Luego, cuando la madre de Guy muere, la familia Une lo adopta. Se vuelve especialmente cercano a la madre de Kaz.
Tras el ataque a Pearl Harbor y la entrada de Estados Unidos en la Segunda Guerra Mundial, la familia de acogida de Gabaldon es enviada a un campo de iconcentración: Manzanar. Gabaldón es reclutado, pero no pasa el examen físico debido a una perforación del tímpano. Cuando Gabaldon va a visitar a la familia Une, se entera de que a George y Kaz se les ha permitido unirse al ejército y están luchando en Italia con el 442.º Equipo de Combate del Regimiento. Después de asegurarse de que «mama-san» no se opone, logra alistarse en la Infantería de Marina gracias a sus habilidades lingüísticas.
Gabaldon no da una buena primera impresión al sargento de pelotón. Bill Hazen en Camp Pendleton, pero lo conquista. Cuando son enviados a Hawái para unirse a la sección de Inteligencia del Regimiento de la 2.ª División del 2.º Regimiento de Marines de Marina, él, Hazen y el cabo Pete Lewis se hacen de botellas de whisky y citas con dos mujeres japonesas-estadounidenses y la distante periodista Sheila Lincoln. Sheila está disgustada por el comportamiento de los alborotadores marines, pero finalmente se simpatiza con Gabaldon después de unos tragos.
Al desembarcar en Saipán, al principio se congela cuando es atacado por primera vez, pero recupera la compostura. Utiliza sus conocimientos del idioma japonés para persuadir a los soldados japoneses a que se rindan. En la lucha contra una carga Banzai, Lewis muere y, más tarde, durante la sangrienta campaña por la isla, el sargento Hazen recibe un disparo en la pierna, queda inmovilizado y posteriormente asesinado por un espadachín japonés. Gabaldon luego se enfurece, deja de convencer a los soldados japoneses para que se rindan y comienza a matarlos sin piedad. Después de presenciar a dos civiles suicidarse en lugar de rendirse, recuerda a George y «mamá-san» y vuelve a ser como era antes. Durante la batalla final, convence al general japonés de que ordene la rendición de aproximadamente 1000 soldados japoneses y 500 civiles.

## Reparto
- Jeffrey Hunter como Guy Gabaldon.
- David Janssen como el sargento Bill Hazen.
- Vic Damone como el cabo Pete 'Junior' Lewis.
- Patricia Owens como Sheila Lincoln.
- Richard Eyer como Guy de niño.
- John Larch como el capitán Schwabe.
- Bill Williams como Leonard.
- Michi Kobi como Sono.
- George Shibata como Kaz Une.
- Reiko Sato como Famika.
- Richard Gardner como Polaski.
- Bob Okazaki como Papa Une.
- George Matsui como George, de niño.
- Nicky Blair como Martini.
- George Takei como George (como George Takai).
- Miiko Taka como Ester.
- Tsuru Aoki como Madre Une (como Tsuru Aoki Hayakawa).
- Sessue Hayakawa como el general Matsui.
- Frank Gerstle como oficial borracho (sin acreditar).
- Paul Togawa como Freddy (sin acreditar).

## Producción
Gramercy Pictures compró los derechos cinematográficos de la historia de Gabaldon en junio de 1957. Anteriormente, había aparecido en el programa de televisión This Is Your Life.
Phil Karlson la llamó «una de las películas más importantes que jamás haya hecho porque era la verdadera historia de los nisei, lo que sucedió en este país. Pero Allied Artists, incluso en ese momento, la vio como una gran historia de guerra que podías conseguirlo por un precio. No tenían idea de lo que estaba haciendo».
La película se rodó en locaciones de Okinawa.

## Novelización
Una novelización del guion fue escrita por el escritor estadounidense Edward S. Aarons (1916-1975), publicada en una edición de bolsillo para el mercado masivo (precio de portada de la primera impresión 25 centavos) bajo el sello Gold Medal Books, con derechos de autor de 1960. asignado a Fawcett Publications. La presentación del libro cae dentro de la categoría de «novela implícita», ya que no hay ninguna atribución al guion, la historia del guion o sus respectivos autores, y la ilustración de acción de la portada de dos soldados solo sugiere a la estrella Jeffrey Hunter en primer plano; sin embargo, la contraportada contiene, junto con una breve información descriptiva, una imagen romántica de la película y una propaganda sobre la película, nombrando el estudio, la productora y las estrellas. Sin embargo, incluso estos indicios fueron eliminados con la publicación de una segunda impresión, probablemente uno o dos años después. Salvo por el aumento en el precio (40 centavos), la ilustración de la portada es idéntica, pero la contraportada es blanca y muestra solo la breve información descriptiva y el símbolo del Cuerpo de Marines de EE. UU.. Sin duda, las implicaciones de la película como material fuente fueron eliminadas del libro para aprovechar al máximo la firma, ya que Aarons era uno de los autores más populares (y prolíficos) de Gold Medal, y seguiría siéndolo hasta el final de su carrera. (Aarons es mejor conocido por su prolífica serie de espionaje Assignment, protagonizada por el agente Sam Durell).